# Майорова, Альбина Геннадьевна
Майорова Альбина Геннадьевна (род. 16 мая 1977, Эренары,  Аликовский район, Чувашская АССР) — российская бегунья на длинные дистанции, которая специализируется в марафоне. Победительница Нагойского марафона 2012 года с личным рекордом 2:23.52. 

## Биография
Родилась 16 мая 1977 года в деревне Эренары Аликовского района Чувашской АССР.
На олимпийских играх 2012 года заняла 9-е место. Заняла 40-е место на Олимпиаде 2004 года с результатом 2:47.23.
На Токийском марафоне 2013 года заняла 4-е место с результатом 2:26.51. Заняла 21-е место на чемпионате мира 2013 года в Москве — 2:41.19. 17 ноября 2013 года стала победительницей Иокогамского марафона с результатом 2:25.55.
Абсолютная победительница Сибирского международного марафона (SIM) в 2015 г. с результатом 2:34:15.
В апреле 2017 года Альбина Майорова дисквалифицирована на 4 года за нарушение антидопинговых правил. В пробе спортсменки был обнаружен тестостерон. Срок дисквалификации отсчитывается с даты временного отстранения - 28 июня 2016 года. Аннулированию подлежат все результаты Майоровой с 14 марта по 28 июня 2016 года. 
23 февраля заняла 6-е место на Токийском марафоне с результатом 2:28.18.